# Suite dans le style ancien (Magnard)
Pour les articles homonymes, voir Suite dans le style ancien.
La Suite d'orchestre dans le style ancien opus 2 est une suite pour orchestre d'Albéric Magnard, composée en 1888 et remaniée en 1889. 

## Présentation
Inaugurant le catalogue symphonique du compositeur, la Suite dans le style ancien est dédiée à Madame Olympe Broyer-Magnard,. 
La partition, écrite entre juillet et décembre 1888, est révisée en janvier 1889 à la suite de conseils d'orchestration de Vincent d'Indy. L’œuvre est créée le 18 août 1890 au Casino de Royan, l'orchestre étant placé sous la direction de Léon Jehin.

## Structure
La suite, d'une durée moyenne d'exécution de quatorze minutes environ, comprend cinq mouvements :
1. Française – Allegro giocoso (environ  = 72) à
2. Sarabande – Mesto (environ  = 60) à
3. Gavotte – Allegro (environ  = 100) à deux temps (noté )
4. Menuet – Tranquillo (environ  = 120) à
5. Gigue – Energico (environ  = 138) à

## Analyse
L’ensemble des mouvements, à l'image de la suite de danses pré-classique, conserve l'unité tonale de sol mineur.
L’œuvre s'ouvre sur une « page alerte et décidée », une Française, là où traditionnellement figure plutôt une allemande, d'où l'interprétation par plusieurs commentateurs d'une réaction patriotique à l'annexion de l'Alsace-Lorraine,.
Suivent une sarabande, mélancolique, avec un solo de cor anglais à la mélodie en coupe irrégulière, et une gavotte, avec un trio faisant la part belle aux instruments à vent, dans une écriture en imitations.
Puis vient le mouvement le plus développé, un menuet, dont le thème est exposé à la clarinette, « bien construit, sur une idée mélodique simple et douce présentée dans une parure orchestrale d'une discrétion voulue ».
Enfin, une gigue, qui se présente comme une fugue à quatre entrée, avec un thème « enjoué et tourbillonnant », travaillé avant que ne superpose le thème de la gavotte et un arrêt en point d'orgue ; « timbales à découvert et percussions relancent alors le thème de la Gigue, mais surprise : c'est une coda pianissimo sur le thème de la Sarabande qui conclut sur la pointe des pieds ».

## Orchestration
| Instrumentation de la Suite d'orchestre dans le style ancien op. 2                     |
| Cordes                                                                                 |
| premiers violons, seconds violons, altos, violoncelles, contrebasses                   |
| Bois                                                                                   |
| 2 flûtes, 2 hautbois (dont 1 jouant cor anglais), 2 clarinettes en si bémol, 2 bassons |
| Cuivres                                                                                |
| 2 cors en fa, 1 trompette en fa                                                        |
| Percussions                                                                            |
| timbales, triangle, grosse caisse, cymbale                                             |

## Discographie
- Albéric Magnard, Hymne à la Justice, op. 14, Suite dans le style ancien, op. 2, Chant funèbre, op. 9, Ouverture, op. 10, Hymne à Vénus, op. 17 par l'Orchestre philharmonique du Luxembourg, Mark Stringer (dir.), Timpani 1C1067, 2002 (réédition 1C1171, 2009).
- Albéric Magnard, Orchestral Works par Philharmonisches Orchester Freiburg, Fabrice Bollon (dir.), Naxos 8.574084, 2020.
- Albéric Magnard, Suite dans le style ancien, op. 2 pour piano à quatre mains, par Christoph Keller et Katharina Weber — avec la Sonate pour violon et piano op. 13 par Robert Zimansky (violon), Trois pièces pour piano op. 1 et En Dieu mon espérance par Christoph Keller, Accord 461 760-2, 1984.